# Ichirnawa
Ichirnawa est une localité et une commune rurale du Niger, département de Kantché, région de Zinder.

## Géographie
La localité de Ichirnawa est située à 14 km à l'est du chef-lieu départemental Kantché. 
| Garagoumsa | Tirmini   |         |
| Kantché    | Ichirnawa | Droum   |
|            | Matamèye  | Doungou |

## Histoire
La commune rurale de Ichirnawa instaurée en 2002, est issue du canton de Kantché.

## Population
Lors du recensement général de 2012, la population communale est relevée à 42 582 habitants, dont 989 habitants pour la localité principale.

## Localités
La commune s'étend sur 23 villages, 46 hameaux et 3 camps au nord-est du département de Kantché.

## Services et infrastructures
- Centre de Santé Intégré (CSI) à Ichirnawa, Daratchama[5].
- Centre de formation des métiers (CFM) à Ichirnawa.